# Argamum
Argamum en latin (Orgamè en grec classique ou Argamon en grec byzantin) est une cité grecque, située en Scythie mineure, sur le cap Halmyris, aujourd'hui Dolojman en Roumanie, dans la région de Dobroudja du Nord, sur le territoire de la commune de Jurilovca.
Argamum est la plus ancienne cité mentionnée par un texte écrit : l'œuvre d'Hécatée de Milet. Elle a probablement été fondée au VIIe siècle av. J.-C.. Son histoire et notamment ses liens avec la grande cité voisine d'Histria sont assez mal connus.

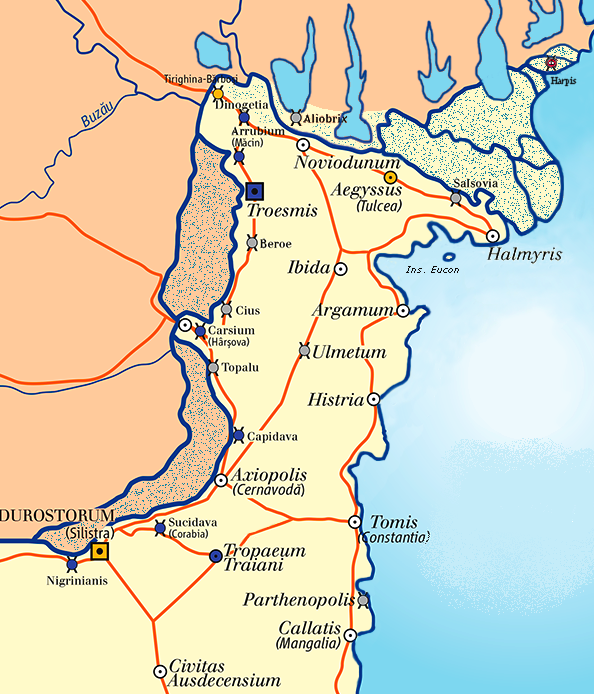
La position d'Argamum en Scythie mineure dans l'Antiquité.

Au VIe siècle, elle a fait partie de l'Empire romain. L'empire romain d'orient, en se christianisant, devient byzantin : sur le site, outre quelques bâtiments grecs et romains, ce sont surtout des murailles et des basiliques chrétiennes des Ve – VIe siècles qui ont été fouillées, mais 70 % de l'emprise urbaine restent inconnus (et les gardes de la réserve de biosphère du delta du Danube ont du mal à contenir le pillage, limité surtout par la rudesse de l'hiver et la présence des moustiques l'été). La nécropole qui s'étend à l'ouest de la ville est en cours de fouille.
Au VIIe siècle, l'entrée des Bulgares dans l'Empire et la fermeture du golfe d'Argamum devenu la liman de Iancina (aujourd'hui Razim) ont fait abandonner la cité, qui tomba en ruines.